# Televarieté
Televarieté byl revuální (hudebně-zábavní) pořad Československé televize, vysílaný v letech 1971 až 1998.

## Vznik
S nápadem na televizní varietní show přišel roku 1970 tehdejší šéfredaktor televizní zábavy Vladimír Dvořák, kterého inspirovala návštěva pařížského klubu Olympia v roce 1964 – první část programu tehdy sestávala z výstupů zpěváků, tanečníků a artistů, po přestávce následovala hodina věnovaná jedinému umělci.
Dvořák tedy naplánoval pořad jako show s mezinárodním obsazením. První díl byl uveden pod názvem TV Varieté, ale normalizační vedení ČST tento „anglický“ název zamítlo a souhlasilo až po přejmenování na Televarieté.

## Sezóny 1971–1976
Dramaturgem pořadu byl Vladimír Ducháč, režisér Ivo Paukert, hlavní kameraman Jiří Lebeda, hudební doprovod měl zajistit orchestr Karla Vlacha. Vedoucí výrobního štábu Eva Münzová dlouho marně hledala v Praze divadlo, které by mělo dostatečně velké jeviště i se zázemím a jehož vedení by bylo ochotno tento pořad hostit. Nakonec se jí podařilo pronajmout divadlo v Mělníku, kde byl roku 1971 natočen první díl nové televizní revue.
Postupně bylo upuštěno od celkového konferování programu a nepříliš úspěšně bylo odzkoušeno uvádění čísel pomocí number-girl – děvčat, ohlašujících následující číslo cedulkou. Po několika dílech se natáčení pořadu přestěhovalo do divadla v Kutné Hoře a uvádění jednotlivých čísel se ujaly televizní hlasatelky. Vladimír Dvořák s úsměvem vzpomínal, že to všechny vzaly jako příležitost ukázat, že mají i hezkou postavu – v televizním studiu je kamera zabírala prakticky vždy jen vsedě za stolkem.
Časem se také změnil ráz druhé části varieté. Protože domácích hvězd nebylo příliš, byla v některých dílech druhá část namísto jednomu interpretovi věnována jednomu skladateli, zpravidla světových hitů.
Tím byl i předznamenán úpadek pořadu, protože byl sice divácky úspěšný, ale během krátké doby prakticky vyčerpal vše, co dokázala nabídnout československá zábavní scéna. Vladimír Dvořák uvádí, že tehdejší nový šéfredaktor televizní zábavy Jaroslav Homuta vážně uvažoval o zrušení pořadu, protože „(…) jakmile začala ČST přebírat východoněmeckou revui Ein Kessel Buntes, z politických důvodů bohatě dotovanou, Televarieté rázem vypadalo jako chudičký příbuzný.“
25. díl z roku 1976 měl být tedy posledním.

## Sezóny 1977–1989
Vladimír Dvořák, tehdy již jen řadový dramaturg ČST, se však nehodlal se zánikem pořadu smířit. Přišel tedy s návrhem jej upravit: jako hlavní cíl si vytkl do pořadu dostat humor, který dosud prakticky chyběl. Zkombinovat hudební a varietní složku s konverzačním humorem bylo nejjednodušším řešením, a jako logické se tedy jevilo obnovit alespoň částečné konferování programu. Televize tehdy bez větších výhrad přijala návrh, aby se tohoto úkolu ujali Vladimír Dvořák s Jiřinou Bohdalovou, které již mezitím byla odpuštěna hlavní role v trezorovém filmu Ucho.
Začátkem roku 1977 se tak ve 26. dílu Televarieté na televizní obrazovky po více než pětileté přestávce vrátila dvojice, která vznikla více než patnáct let předtím a která měla obrovskou popularitu mezi diváky. Režii pořadu převzal Pavel Háša, kterého Vladimír Dvořák zlákal původně na pár dílů pořadu, ale který pak u něj vydržel až do posledního dílu. V dramaturgii pořadu se postupně střídali Vladimír Ducháč, František Polák a Luděk Nekuda a natáčení se přestěhovalo do Hudebního divadla v Karlíně.
Dramaturgie pořadu se značně změnila: po charakteristické úvodní orchestrální znělce V. Dvořák s Jiřinou Bohdalovou přivítali publikum a po několikaminutovém rozhovoru uvedli první číslo. V pořadu se pak vystřídala zhruba desítka umělců (tanečníci, zpěváci, kouzelníci, artisté atd.), přičemž většinu čísel vzájemně oddělovalo průvodní slovo nebo komediální scénka, opět vše z pera V. Dvořáka.
Hudební doprovod čísel zajišťoval Orchestr Československé televize, který zpravidla řídili Václav Zahradník nebo Mirko Krebs, případně Orchestr Václava Hybše.
Tato podoba Televarieté patří k nejvíce ceněným zábavním pořadům ČST. Do pořadu se totiž postupně dařilo zvát umělce z celého světa, převažovali sice artisté a tanečníci ze zemí socialistického tábora, ale mnohokrát vystupovali i hosté například ze SRN, Francie či Itálie. V. Dvořák, coby autor celého průvodního slova, navíc měl v paměti slova dirigenta Vladimíra Spivakova: „Je nutné usilovnou prací vygumovat jakékoliv stopy práce.“, a jeho konverzace s J. Bohdalovou tak při konferování i při scénkách působí dojmem improvizovaného rozhovoru, plného lehkého špičkování.
Dvořák navíc postupně do svých textů vpašovával narážky na vládnoucí režim a po pokusech s komunální satirou se koncem 80. let pustil i do vcelku odvážných dialogů s vícesmyslnými větami, například na téma společenských tabu (Bohdalová: „A mně se to náhodou líbí, já mám tajemství ráda.“ – Dvořák: „Tak to pozor, to je velikej rozdíl. Tajemství je něco, co dohromady nikdo neví. Tabu je něco, co vědí všichni, ale nesmí se o tom mluvit.“), korupce, neschopných ředitelů, mizerných veřejných služeb (Dvořák: „Já se rád těším. A dlouho se dovedu těšit. Já se vám třeba i hodinu těším, že mi přijede tramvaj.“), zoufalé moderní architektury (Reportérka: „Jsme na novém, nedávno osídleném sídlišti, pražském, v Kurníkách.“) atd. Tyto narážky publikum vždy velmi dobře pochopilo a odměňovalo je dlouhým potleskem.
Původní frekvence zhruba 4 dílů ročně musela být koncem 80. let postupně snížena pro Dvořákovo zhoršující se zdraví, ale na jeho moderátorských a hereckých výkonech to nebylo znát.
Televarieté se také v roce 1986 stalo hlavním silvestrovským pořadem ČST.
Poslední Televarieté, natočené a odvysílané před listopadem 1989, nese číslo 63 a je plné protirežimních narážek ve scénkách i v moderátorských výstupech.

## Sezóny 1990–1998
I nové době se Televarieté dokázalo etablovat, i když bylo natočeno jen 11 dílů. V. Dvořák dokázal vyhmátnout nové problémy doby a ihned je zkarikoval (tentokrát již bez používání skrytých narážek) – například institut mimosoudních rehabilitací, senzibily, podomní prodejce nebo obligátní děkování sponzorům televizních pořadů.
Je nutno podotknout, že se V. Dvořák nikdy nesnížil k používání jakýchkoliv sprostých slov či gest (na rozdíl např. od Ivana Mládka) a jeho humor je slušný, ryze konverzační.
Úplně poslední díl Televarieté byl natočen a odvysílán v roce 1998 a nese číslo 74. Těžce nemocný V. Dvořák jej zjevně dokončil jen s vypětím všech sil.
Další, již 75. díl Televarieté měl být natáčen v říjnu roku 1999. Údajně měl být pro něj dokonce i napsaný scénář. Bohužel natáčení nemohlo být pro nemoc Vladimíra Dvořáka realizováno a muselo být odloženo. O dva měsíce později Dvořák zemřel.
Do dnešní doby nebyl tento revuální pořad v programu českých televizních stanic plnohodnotně nahrazen. Je tedy aspoň průběžně reprízován, dočkal se mnoha sestřihových dílů a výtah z něj vyšel i na DVD.

## Seznam dílů
Celkově bylo natočeno 74 dílů.
V roce 2020 bylo na programu ČT3 hromadně zreprízováno 66 dílů pořadu v nechronologickém pořadí. Uvedeno bylo i 17 dlouho neviděných dílů z prvních 25 pořadů bez Bohdalové a Dvořáka. Šedesátý díl byl uveden v obou délkových verzích. Střihové pořady Z Televarieté a Televarieté na přeskáčku byly rovněž zopakovány.
| Č. dílu | Účinkují | Uvádí                              | Režie      | Délka                                        | Vyrobeno | Premiéra           |
| ------- | --- | ---------------------------------- | ---------- | -------------------------------------------- | -------- | ------------------ |
| 1       | J. Čeřovská, J. Laufer, 2 Gustoni, skupina KTO a další | Saskia Burešová                    | I. Paukert |                                              |          | 30. ledna 1971     |
| 2       | E. Olmerová, 6 Dvořáků, Jean Claude Pascal, Muzika bez kapelníka a další | Vladimír Dvořák                    | I. Paukert |                                              |          | 19. června 1971    |
| 3       | V. Čižmárová, Duo Saltis, O. Neegaard, H. Krystal, Plavci, M. Rodowicz, členky baletního souboru Laterny magiky, Karel Hála a další | Václav Čapek                       | I. Paukert | 71 minut (ČB)                                | 1971     | 20. srpna 1971     |
| 4       | sourozenci Gondolánovi, 2 Degas, P. Liška, H. Vondráčková, E. Čelidze, Saša a Vilda, Rony Marton, Bertis a balet Divadla ABC v choreografii J. Koníčka | Jaroslava Panýrková                | I. Paukert |                                              |          | 3. prosince 1971   |
| 5       | Spirituál kvintet, Baletní skupina J. Starosty, V. Schneldenbachová, 2 Arotl a další |                                    |            |                                              |          | 21. října 1972     |
| 6       | S. Iskandarani, 4 Ricoraz, L. Hermanová, balet MDP, A. Similea, M. Špaček, Linha Singers, Mr. Gäck, Jezinky, K. Gott, Orchestr Ladislava Štaidla a další | Marta Heinová (Skarlandtová)       | I. Paukert | 94 minut (ČB)                                | 1972     | 6. května 1972     |
| 7       | M. T. Amft, Irian, Inkognito kvartet, M. Trnka, Instrumentální skupina V. Kučery, G. Novak, R. Cortés, Opti-trio, Jezinky, E. Pilarová a další | Eva Dudková                        | I. Paukert | 95 minut (ČB)                                | 1972     | 16. prosince 1972  |
| 8       | |                                    |            |                                              |          | 23. března 1973    |
| 9       | Děvušky, 3 Bremlov, J. Kocianová, Duo Cziaki, Bukanýři, Vysloužilci, V. Sodoma a další | Saskia Burešová                    | I. Paukert | 79 minut                                     | 1972     | 24. února 1973     |
| 10      | Baladýři, Václav Neckář a další |                                    | I. Paukert |                                              |          | 19. května 1973    |
| 11      | Mustangové, I. Martell, Taneční skupina Hany Machové, M. Berka, M. Laiferová, Will a Werry, D. Antić, Mr. Skoc, M. Rottrová, T. Špaková, Plameňáci a další | Saskia Burešová                    | I. Paukert | 74 minut                                     | 1973     | 8. září 1973       |
| 12      | Jiří Suchý a další | Saskia Burešová                    | I. Paukert | 75 minut                                     | 1973     | 23. listopadu 1973 |
| 13      | P. Hammel a skupina Prúdy, G. Rollanda, N. Urbano, Rasiina-Jarú, F. Slováček, taneční skupina J. Koníčka a další | Saskia Burešová                    | I. Paukert | 77 minut                                     | 1973     | 23. března 1974    |
| 14      | Atény, Maruška, R. Adam, I. Bock, L. Ericsson, 3 Zavatta, H. Vondráčková, Strýci a další | Saskia Burešová                    | I. Paukert | 83 minut                                     | 1974     | 27. července 1974  |
| 15      | Antosz a Kozlowski, E. Máziková, Duo Bremlov, D. Dragan, R. a A. van Lint, Gille, M. Voborníková, P. Spálený a další | Saskia Burešová                    | I. Paukert | 66 minut                                     | 1974     | 17. srpna 1974     |
| 16      | Anita a Emil, B. Ivanov, Fandows, O. Szabová, F. Solleville, Saxburger, W. Matuška, O. Blechová, Kamarádi táborových ohňů a další | Marta Heinová (Skarlandtová)       | I. Paukert | 74 minut                                     | 1974     | 6. září 1975       |
| 17      | Olympic, L. Nagy, S. Rjezanová, Die Rollen Helms, C. Holmström, 6 Wolfs, E. Pilarová, Jezinky | Saskia Burešová                    | I. Paukert | 81 minut                                     | 1974     | 1. března 1975     |
| 18      | N. Lizellová, J. Šašek, J. Hanzlík, M. Kopecký, O. Šimánek, M. Ungar, Y. Simonová a další | Saskia Burešová                    | I. Paukert | 80 minut                                     | 1975     | 2. srpna 1975      |
| 19      | S. Mo a J. Gregor, 2 Bernet, M. T. Uribe, Aja a Dana, Nicky a Tonny, H. Hegerová a další | Saskia Burešová                    | I. Paukert | 62 minut                                     | 1975     | 27. prosince 1975  |
| 20      | J. Štědroň, V. Práglová a další | Saskia Burešová                    | I. Paukert | 74 minut                                     | 1975     | 14. listopadu 1975 |
| 21      | 4 Szirmai, R. Thossová, I. Bočková, M. a K. Kissonovi, duo Zielinský, soubor B. Hronce s E. Mázikovou a balet Čs. televize | Saskia Burešová                    | I. Paukert | 61 minut                                     | 1975     | 12. března 1976    |
| 22      | J. Korn, V. Fišer a E. Kopecká, M.Kopecká, M. Bódy (MLR), Monsieur Malheur a Mara (NDR), P. Břínková, R. Cortés a další |                                    | I. Paukert |                                              |          | 24. dubna 1976     |
| 23      | J. Robbová, 4 Rigetti, H. Seroka, J. Kroupa, Tone a Deni, M. Rottrová, 2 Jacungos, K. Gott a další | Marta Skarlandtová                 | I. Paukert | 80 minut                                     | 1976     | 7. srpna 1976      |
| 24      | J. Molavcová, E. Pilarová, Y. Simonová, K. Hála, M. Chladil, D. Reed, G. Zamfir, Duo Happy, Monika a Monika, Arieic a další |                                    | I. Paukert |                                              |          | 16. října 1976     |
| 25      | Country Beat Jiřího Brabce, Susan a Emeke, H. Frackowiaková, B. a G. Kludský, M. Hansen a Nancies, Planety, Poldis, H. Aufray a další | Jana Weberová                      | I. Paukert | 90 minut                                     | 1976     | 19. února 1977     |
| 26      | J. Kratochvílová se skupinou Kroky, 6 Wolf, J. Malásek, Roland a Anabel, J. Korn a další | Jiřina Bohdalová a Vladimír Dvořák | P. Háša    | 93 minut                                     | 1977     | 18. června 1977    |
| 27      | N. Urbánková, Andrzej a Eliza, J. Neméš, Drupi, M. Rottrová, J. Schelinger a další | Jiřina Bohdalová a Vladimír Dvořák | P. Háša    | 95 minut                                     | 1977     | 8. října 1977      |
| 28      | M. Rottrová, K. Černoch, 2 Wicky, M. Hauffová a K. D. Henkler, M. Dauerová, F. Slováček a další | Jiřina Bohdalová a Vladimír Dvořák | P. Háša    | 75 minut                                     | 1977     | 4. února 1978      |
| 29      | H. Zagorová, U. Jürgens, B. Havlů, Albatros, Tři Badis, J. Laufer, P. Altman, L. Jahoda, B. Kirov a další | Jiřina Bohdalová a Vladimír Dvořák | P. Háša    | 78 minut                                     | 1978     | 6. května 1978     |
| 30      | A. Simone, J. Kociánová, Z. Bronislawská, Golvin a Stykan, P. Novák, P. Busch a další | Jiřina Bohdalová a Vladimír Dvořák | P. Háša    | 93 minut                                     | 1978     | 29. července 1978  |
| 31      | R. Pavone, W. Mexico, N. Urbánková, 3Elvocaris, A. Jantar, Rheumatic a další | Jiřina Bohdalová a Vladimír Dvořák | P. Háša    | 94 minut                                     | 1978     | 3. února 1979      |
| 32      | Y. Simonová, V. Koudelová, Marianos, A. Cortéz, Ocsay, 2Sinekos, S. Čech a další | Jiřina Bohdalová a Vladimír Dvořák | P. Háša    | 81 minut                                     | 1978     | 21. dubna 1979     |
| 33      | R. Pavone, Olympic, Duo Jindras, L. Filipová, L. Berousek, Marie a Willy, V. Špinarová a další | Jiřina Bohdalová a Vladimír Dvořák | P. Háša    | 91 minut                                     | 1979     | 30. června 1979    |
| 34      | Ch. Doerk, 4Beno, M. Drobný, Puzzle, 5Bertis, Peter a Lonhi, B. Lišková a další | Jiřina Bohdalová a Vladimír Dvořák | P. Háša    | 96 minut                                     | 1979     | 15. září 1979      |
| 35      | L. Kozderková, Pepi Jarů, Hot Tety, L. Pleva, Emly Starr Explosion a další | Jiřina Bohdalová a Vladimír Dvořák | P. Háša    | 102 minut                                    | 1979     | 22. prosince 1979  |
| 36      | E. Pilarová, Latty, Minnesengři, M. Angel, K. Černoch, A. Gondolán a další | Jiřina Bohdalová a Vladimír Dvořák | P. Háša    | 85 minut                                     | 1979     | 15. března 1980    |
| 37      | Spirituál kvintet, K. Borová, Bowerti, Duo Lips, P. Černocká a další | Jiřina Bohdalová a Vladimír Dvořák | P. Háša    | 81 minut                                     | 1980     | 24. května 1980    |
| 38      | K. Gott, Fešáci, M. Tučný, Puhdys, Kamelie a další | Jiřina Bohdalová a Vladimír Dvořák | P. Háša    | 95 minut                                     | 1980     | 6. září 1980       |
| 39      | H. Vondráčková, Adrians, O. Portuondo, A. Sulivan a další | Jiřina Bohdalová a Vladimír Dvořák | P. Háša    | 84 minut                                     | 1980     | 26. prosince 1980  |
| 40      | M. Rottrová, Z. Francini, M. David, Moravanka, Duo Berosini, Duo Jürgens a další | Jiřina Bohdalová a Vladimír Dvořák | P. Háša    | 91 minut                                     | 1980     | 14. března 1981    |
| 41      | J. Čeřovská, K. Zich, H. J. Bayer, 4 Royal, G. Ens a další | Jiřina Bohdalová a Vladimír Dvořák | P. Háša    | 92 minut                                     | 1981     | 30. května 1981    |
| 42      | W. Matuška, O. Blechová, skupina KTO, J. Štědroň, M. Bláha, V. Ublová, duo Adamec a další | Jiřina Bohdalová a Vladimír Dvořák | P. Háša    | 78 minut                                     | 1981     | 12. září 1981      |
| 43      | H. Zagorová, P. Gábor, K. Vlach, Ch. Doerk, Boro, Duo Citko, J. Štágr, S. Svobodová, skupina V. Kučery a další | Jiřina Bohdalová a Vladimír Dvořák | P. Háša    | 90 minut                                     | 1981     | 25. prosince 1981  |
| 44      | J. Korn, T. Kornová, D. Kordič, H. Viktorinová, Jochen Brauer sextet, Duo Ollas, Giselle a další | Jiřina Bohdalová a Vladimír Dvořák | P. Háša    | 79 minut                                     | 1982     | 13. března 1982    |
| 45      | N. Urbánková, K. Černoch, P. Spálený, A. Gondolán, N. De Stefani, Country beat J. Brabce a další | Jiřina Bohdalová a Vladimír Dvořák | P. Háša    | 90 minut                                     | 1982     | 11. září 1982      |
| 46      | Kamelie, S. Hložek, P. Kotvald, Velkopopovická kozlovka a další | Jiřina Bohdalová a Vladimír Dvořák | P. Háša    | 59 minut                                     | 1982     | 31. prosince 1982  |
| 47      | M. Králová, A. Rattlesnake, J. Trimble, Mr. Macaroni, V. Ublová a další | Jiřina Bohdalová a Vladimír Dvořák | P. Háša    | 92 minut                                     | 1983     | 26. března 1983    |
| 48      | M. Kopecký, J. Zelenková, Y. Simonová, M. Chladil, G. Michel, Zelenáči a další | Jiřina Bohdalová a Vladimír Dvořák | P. Háša    | 82 minut                                     | 1983     | 10. září 1983      |
| 49      | M. Čepelka, Hot tety, M. David se skupinou Kroky, Trio Ima, B. Lišková, M. Oscar a další | Jiřina Bohdalová a Vladimír Dvořák | P. Háša    | 81 minut                                     | 1983     | 10. prosince 1983  |
| 50      | V. Preiss, V. Krška, L. Filipová, P. Kotvald, S. Hložek, T. Hanták, sestry Asterovy, K. Katonová, Stella, Dva Etton a další | Jiřina Bohdalová a Vladimír Dvořák | P. Háša    | 90 minut                                     | 1984     | 18. února 1984     |
| 51      | A. Janoušková, M. Drobný, E. Olmerová, Kamelie, O’Men, J. Veselský, J. Čejka a další | Jiřina Bohdalová a Vladimír Dvořák | P. Háša    | 87 minut                                     | 1984     | 15. září 1984      |
| 52      | A. Rusticano, J. Kociánová, F. Tordo, L. Kozderková, P. Roth, Duo Bohemia a další | Jiřina Bohdalová a Vladimír Dvořák | P. Háša    | 80 minut                                     | 1984     | 15. prosince 1984  |
| 53      | K. Gott, H. Hegerová, Duo Filigrán, Duo Navrilov, Jeanette, U. Remy, Trio Fomenko a další | Jiřina Bohdalová a Vladimír Dvořák | P. Háša    | 77 minut                                     | 1985     | 2. března 1985     |
| 54      | L. Filipová, P. Veselý, M. Rodowiczová, K. Zich, V. Bedrna a další | Jiřina Bohdalová a Vladimír Dvořák | P. Háša    | 65 minut                                     | 1985     | 14. září 1985      |
| 55      | H. Zagorová, H. Seroka, K. Černoch, Rafael a Lucie, S. Procházka st., S. Procházka ml., A. Rusticano a další | Jiřina Bohdalová a Vladimír Dvořák | P. Háša    | 89 minut                                     | 1985     | 19. prosince 1985  |
| 56      | R. Gecco, N. Urbánková, L. Altieri, P. Břínková, Duo Vargas, Franci a další | Jiřina Bohdalová a Vladimír Dvořák | P. Háša    | 89 minut                                     | 1986     | 1. května 1986     |
| 57      | P. Rezek, P. Bartoň, V. Špinarová, Mr. Gag, Super Duo a další | Jiřina Bohdalová a Vladimír Dvořák | P. Háša    | 76 minut                                     | 1986     | 11. října 1986     |
| 58      | K. Gott, M. Rottrová, H. Vondráčková, H. Janků, J. Kobr, J. Černý, Y. Simonová, Z. Kocúriková, M. Zednikovič, M. Dočolomanský, M. Labuda, D. Veškrnová, E. Veškrnová, J. Krampol, M. Šimek, L. Sobota, L. Pantůček, D. Grúň, O. Szabová, skupina Elán, umělecký soubor Lúčnica a další | Jiřina Bohdalová a Vladimír Dvořák | P. Háša    | 145 minut                                    | 1986     | 31. prosince 1986  |
| 59      | J. Bek, J. Korn, J. Kociánová, G. del Buono, J. Čejka a další | Jiřina Bohdalová a Vladimír Dvořák | P. Háša    | 84 minut                                     | 1987     | 6. června 1987     |
| 60      | kratší verze: K. Hála, N. Gaierová, S. Adamo, R. Tuček, Sandos, skupina Vox a další delší verze: K. Hála, N. Gaierová, R. Tuček, A. Salvatore, L. Craig, L. Leščenko, Duo Filigrán, Sandos a další                                                                                     | Jiřina Bohdalová a Vladimír Dvořák | P. Háša    | kratší verze: 86 minut delší verze: 97 minut | 1987     | 31. prosince 1987  |
| 61      | P. Bartoň, L. Filipová, R. Adam, R. Didier, M. Holanová, Duo Garini, V. Krška a další | Jiřina Bohdalová a Vladimír Dvořák | P. Háša    | 78 minut                                     | 1988     | 4. června 1988     |
| 62      | J. Zíma, J. Štědroň, Kamelie, A. Savaglio, A. Rusticano a další | Jiřina Bohdalová a Vladimír Dvořák | P. Háša    | 83 minut                                     | 1988     | 11. února 1989     |
| 63      | V. Martinová, R. Blanco, M. Drobný, F. Brabec, Duo Baccara a další | Jiřina Bohdalová a Vladimír Dvořák | P. Háša    | 80 minut                                     | 1989     | 17. června 1989    |
| 64      | M. Žbirka, Drupi, P. Břínková, V. Faltus, V. Krumlová, Waterloo a další | Jiřina Bohdalová a Vladimír Dvořák | P. Háša    | 93 minut                                     | 1990     | 26. května 1990    |
| 65      | Y. Simonová, H. Zagorová, K. Bláha, M. Martin, D. Janda, UNO a další | Jiřina Bohdalová a Vladimír Dvořák | P. Háša    | 94 minut                                     | 1990     | 26. prosince 1990  |
| 66      | H. Vondráčková, S. Hložek, M. Soukupová, V. Kratina, K. Zich, Nové Schovanky, UNO a další | Jiřina Bohdalová a Vladimír Dvořák | P. Háša    | 65 minut                                     | 1991     | 15. června 1991    |
| 67      | J. Zelenková, K. Černoch, Dobrý večer kvintet, R. Rokl, Kamelie, D. Vlachová, Mr. Black und Ursula a další | Jiřina Bohdalová a Vladimír Dvořák | P. Háša    | 71 minut                                     | 1991     | 25. prosince 1991  |
| 68      | K. Gott, P. Janů, M. Králová, S. Lomax, Martha a Tena Elefteriadu a další | Jiřina Bohdalová a Vladimír Dvořák | P. Háša    | 69 minut                                     | 1992     | 23. května 1992    |
| 69      | F. Slováček, J. Zelenková, J. Černý, Caramella balet a další | Jiřina Bohdalová a Vladimír Dvořák | P. Háša    | 62 minut                                     | 1992     | 25. prosince 1992  |
| 70      | E. Pilarová, I. Bartošová, P. Břínková, J. Ježek, Rangers, L. Kaminskaja a další | Jiřina Bohdalová a Vladimír Dvořák | P. Háša    | 70 minut                                     | 1993     | 29. května 1993    |
| 71      | Y. Simonová, V. Gajerová, K. Černoch, Bambini di Praga, I. Dufková, R. Šicho, J. Konšál a další | Jiřina Bohdalová a Vladimír Dvořák | P. Háša    | 64 minut                                     | 1995     | 16. prosince 1995  |
| 72      | J. Zelenková, J. Ježek, J. Korn, Spirituál kvintet, P. Millerová, H. Brabcová a další | Jiřina Bohdalová a Vladimír Dvořák | P. Háša    | 69 minut                                     | 1996     | 11. května 1996    |
| 73      | E. Pilarová, P. Černocká, J. Zíma, D. Janda, Pražský komorní balet, Děti swingu, orchestr V. Hybše a další | Jiřina Bohdalová a Vladimír Dvořák | P. Háša    | 65 minut                                     | 1997     | 5. dubna 1997      |
| 74      | K. Gott, M. Rottrová, M. Pokorná, P. Bobek, S. Chaumont, Schovanky, Pražský komorní balet P. Šmoka, Děti swingu, artistická skupina Faltini, M. Večeřová a R. Kolb, orchestr V. Hybše a další                                                                                          | Jiřina Bohdalová a Vladimír Dvořák | P. Háša    | 68 minut                                     | 1998     | 18. dubna 1998     |

### Střihové díly
Scénky a písničky z pořadu se objevily v mnoha střihových zábavních pořadech a kompilacích i na výběrovém 2DVD Síň slávy televizní zábavy – Televarieté. Následující střihové pořady vznikly výhradně z materiálu z pořadu Televarieté.

#### Z Televarieté
| Č. dílu | Účinkují | Připravili                          | Délka    | Vyrobeno |
| ------- | --- | ----------------------------------- | -------- | -------- |
| 1       | R. Pavone, K. Černoch, F. Slováček, Kamelie | V. Dvořák a P. Vantuch              | 53 minut | 1985     |
| 2       | M. Rottrová, N. Urbánková, M. Tučný, Kamelie, H. Gelser a další                                                                                | V. Dvořák, P. Švejda a P. Vantuch   | 51 minut | 1985     |
| 3       | K. Zich, V. Štekl, E. Březinová, R. Čech, Orchestr a balet ČST a další                                                                         | V. Dvořák, E. Kubátová a P. Vantuch | 53 minut | 1985     |
| 4       | H. Zagorová, P. Černocká, J. Joe, skupina Modo, Duo Jindras, Gruppa de danzas de Fuengirola, orchestr K. Vágnera, Orchestr a balet ČST a další | V. Dvořák, E. Kubátová a P. Vantuch | 51 minut | 1985     |
| 5       | B. Kirov, G. Michel, J. Kraus, J. Koubková, Hot tety a další                                                                                   | V. Dvořák, E. Kubátová a P. Vantuch | 54 minut | 1985     |
| 6       | Bremlow, A. Rusticano, P. Kotvald, S. Hložek, orchestr K. Vágnera, J. Q. Zegers a další                                                        | V. Dvořák, E. Kubátová a P. Vantuch | 52 minut | 1986     |
| 7       | K. Gott, Mr. Macaroni, Mr. Gag, K. Zich a skupina Flop                                                                                         | P. Vantuch                          | 65 minut | 1987     |
| 8       | 3 Fomenko, Stella, Orchestr a balet ČST a další                                                                                                | V. Dvořák, M. Rážová a P. Vantuch   | 51 minut | 1988     |
| 9       | J. Korn, Rafael a Lucie, F. Leali, VH kvartet, orchestr V. Hybše a další                                                                       | V. Dvořák, P. Kment a P. Vantuch    | 54 minut | 1989     |

#### Další střihové pořady
| Název                    | Obsah | Připravili                      | Délka    | Vyrobeno                       |
| ------------------------ | --- | ------------------------------- | -------- | ------------------------------ |
| Televarieté na přeskáčku | Vladimír Dvořák uvádí to nejlepší z legendárního zábavného pořadu | V. Dvořák, P. Vantuch a P. Háša | 43 minut | 1994                           |
| Televarieté 45 let       | Martin Dejdar uvádí zábavnou přehlídku toho nejlepšího, co za slavné éry pořadu vzniklo, v čele s legendární moderátorskou dvojicí Jiřinou Bohdalovou a Vladimírem Dvořákem | J. Wehrenberg                   | 80 minut | 2015 (premiéra 17. ledna 2015) |